# 大中湖

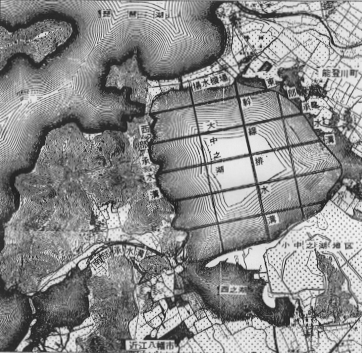
干拓時の大中之湖とその周辺地図

大中湖（だいなかのこ、だいなかこ）は、かつて滋賀県湖東地域に存在した湖。大中ノ湖、大中之湖、大中の湖とも表記される。
琵琶湖の東岸に位置し、かつて40数か所あった琵琶湖の内湖の中で最大の面積を有した。行政区画としては、近江八幡市、蒲生郡安土町（現近江八幡市）、神崎郡能登川町（現東近江市）におおむね均等に三分割されていた。戦後に干拓されて農地となった。現在の近江八幡市大中町、近江八幡市安土町大中、東近江市大中町に当たる。

## 地理
大中湖は琵琶湖中央部の東岸に位置し、沖合約2kmには琵琶湖最大の島である沖島が浮かんでいる。大中湖と琵琶湖は砂州で区切られており、湖面標高84mの琵琶湖に対して大中湖の湖面標高は81mだった。直径4kmのほぼ円形であり、隣接して小中湖（伊庭内湖、安土内湖、西ノ湖の総称）があった。湖底は平坦で浅く、水深は最大でも2.7mしかなかった。面積は15.4 km2であり、諏訪湖（長野県）よりもやや大きく、大中湖同様に干拓された巨椋池（京都府南部）の約2倍だった。周囲一帯は内陸性気候であり、冬期には他の湖東地域よりも積雪が多い。
米原市から近江八幡市にかけての湖東地域にはかつて内湖が点在していた。内湖は平均水深1.78mの浅い湖であり、ヨシ群落は多様な生物の棲みかとなっていたほか、水質の浄化作用も持ちあわせていた。明治時代から昭和初期まで、琵琶湖の周囲には40数個の内湖があり、その総面積は1940年（昭和15年）時点で29km2に及んでいたが、現存しているのは23個であり、総面積は4.25 km2まで縮小したほか、大部分が人工護岸化された。湖東地域と湖北地域の総干拓面積は2521.3ヘクタール であり、琵琶湖の面積の3.7%である。戦後には特に琵琶湖南湖において、リゾート施設や公共施設建設のための湖岸埋め立てが行なわれたが、これらの総湖岸埋め立て面積は336ヘクタールに過ぎない。大中湖以外の主要な内湖を以下に挙げる。
- 入江内湖（いりえないこ）

米原市街南西部にあり、干拓後は主に水田となった。約3k㎡の広さがあった。JR東海道本線の彦根駅-米原駅間は入江内湖を避けるように建設された。
- 松原内湖（まつばらないこ）

彦根市街北部にあり、江戸時代には彦根城の外堀としても機能していた。広さは73.7haあった。琵琶湖の内湖干拓事業の試験事業的な意味合いを持つ内湖である。1944年に学徒勤労動員を主力として着工され、1947年または1948年に竣工している。干拓後は主に水田となったが、滋賀県立彦根総合運動場や近江高校の敷地にもなっている。
- 曽根沼（そねぬま）

彦根市南西部にあり、荒神山に隣接していた。面積は87haあり、干拓後は主に水田となったが、一部の水面は残されており、曽根沼緑地公園の敷地にもなっている。
- 小中湖（しょうなかのこ/しょうなかこ）

琵琶湖の内湖でもっとも早くに干拓工事が始まったとされ、1943年に着工されたと考えられている。近江八幡市東部から旧能登川町南西部に跨り、干拓後は主に水田となった。住所表記では近江八幡市安土町下豊浦および東近江市きぬがさ町に相当する。大きく3つの区域に分けられ、西から順に西の湖、安土内湖（弁天内湖）、伊庭内湖と称されていた。西の湖はほとんど干拓されずに現存している。大中湖の干拓前に、弁天内湖、伊庭内湖が干拓された。現在の伊庭内湖は大中湖の一部。
- 津田内湖（つだないこ）

近江八幡市北西部にあり、干拓後は主に水田として使用されているが、近江八幡市立運動公園の敷地にもなっている。
- 水茎内湖（すいけいないこ）

近江八幡市西部にあった。湖跡の北側には187mの岡山が存在する。

## 歴史

### 近代以前
大中湖や小中湖が干拓される以前は、周囲一帯の内湖を「中の湖」（なかのうみ、中之海とも）と称しており、現在の大中湖は特に五十丁湖（ごじっちょううみ）と呼ばれていた。1964（昭和39）年の干陸時に、南東部の砂州近くの湖底に大規模な農業集落の跡（芦刈遺跡/大中湖南遺跡）が発見され、縄文時代から鎌倉時代にかけて断続的に営まれた人々の暮らしの様子が明らかとなった。東の登呂遺跡（静岡県静岡市）、西の唐古・鍵遺跡（奈良県田原本町）に匹敵する発見とされた。湖底東端には縄文時代の遺物、その西側には弥生時代の遺物と貝塚、さらに西側には奈良時代から鎌倉時代までの遺物が検出されている。弥生時代中期初頭の水田跡は日本最古の稲作遺構のひとつとされる。水田跡、用水路跡などを含む12万平方メートルの区域は、初期農耕集落の構成がうかがえることから1973年（昭和48年）に「大中の湖南遺跡」の名称で国の史跡に指定された。当地は平安時代末期もしくは鎌倉時代に水没し、現代に至るまで水の底にあった。浅い水深のために琵琶湖独自の魞（えり） と呼ばれる漁法が発達し、畳表や灯心の材料となる藺（い、イグサ科の植物）が栽培された。近世には新田開発が盛んになり、江戸時代後期には小中湖周縁部の干拓が行なわれた。

### 戦後の干拓事業

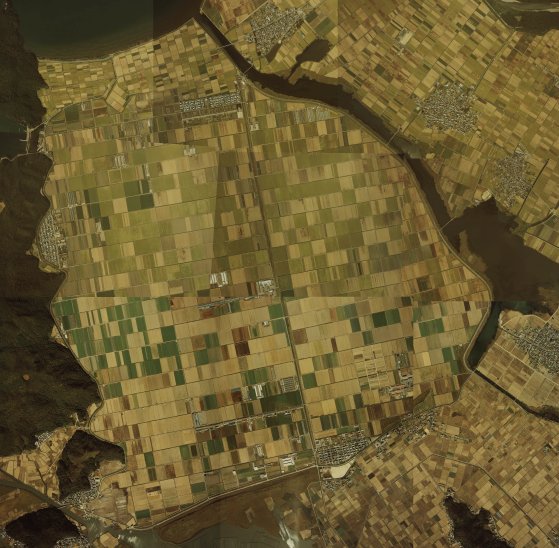
長命寺山系(西側)、琵琶湖(北側)、大同川(東側)、滋賀県道526号(南側)に囲まれた地域が大中湖干拓地、

明治期以後、たびたび干拓が計画されたが、漁業補償などの問題から実現しなかった。1942（昭和17）年には隣接する小中湖の干拓が着工され、5年後の1947（昭和22）年に完成。第二次世界大戦後には食糧対策や失業者対策の一環として全国各地の浅海や湖の干拓が計画され、1952（昭和27）年に大中湖でも干拓計画が承認された。1957（昭和32）年にはすべての漁業補償問題が解決し、同年度より干拓事業が開始されると、総事業費41億円をかけて1964（昭和39）年に干陸し、1966（昭和41）年から始まった216戸の入植は翌年に完了。前述したように琵琶湖の湖面よりも標高が低いため、排水は機械排水に頼っているが、集中豪雨時の排水などに問題を抱えている。

#### 営農展開
干拓された1300ヘクタールのうち、集落や道路などを除く1023ヘクタール が農地として使用されている。大中湖干拓の主目的は他の干拓地とは異なり、食糧対策や失業者対策ではなく専業農家の育成にあった。農業近代化モデル地域という意味合いがあり、入植当初から近代的な稲作の技術指導や大型機械の導入、カントリーエレベーターの建設などが行われた。他県出身者21戸を含む216戸の入植者には農地4.0ヘクタールと宅地0.1ヘクタールが与えられ、北端・西端・南端の3集落に振り分けられた。1960年代はほぼすべての入植者が稲作経営を行い、肥沃な土壌で水稲の豊作が続いた。1970年に本格的な米の生産調整が開始されると、肉用牛の肥育やスイカの生産が導入され、スイカは「大中スイカ」という銘柄でブランド化されたが、収益性の低さから生産面積は減少していき、現在では個人的な生産がみられるのみである。肉牛は「近江大中牛」としてブランド化され、いわゆる近江牛とは異なる流通がなされている。1970年代末にはストレリチアなどの花卉栽培や、キャベツなどの露地野菜栽培も導入され、水稲の作付面積は減少していった。

## ギャラリー

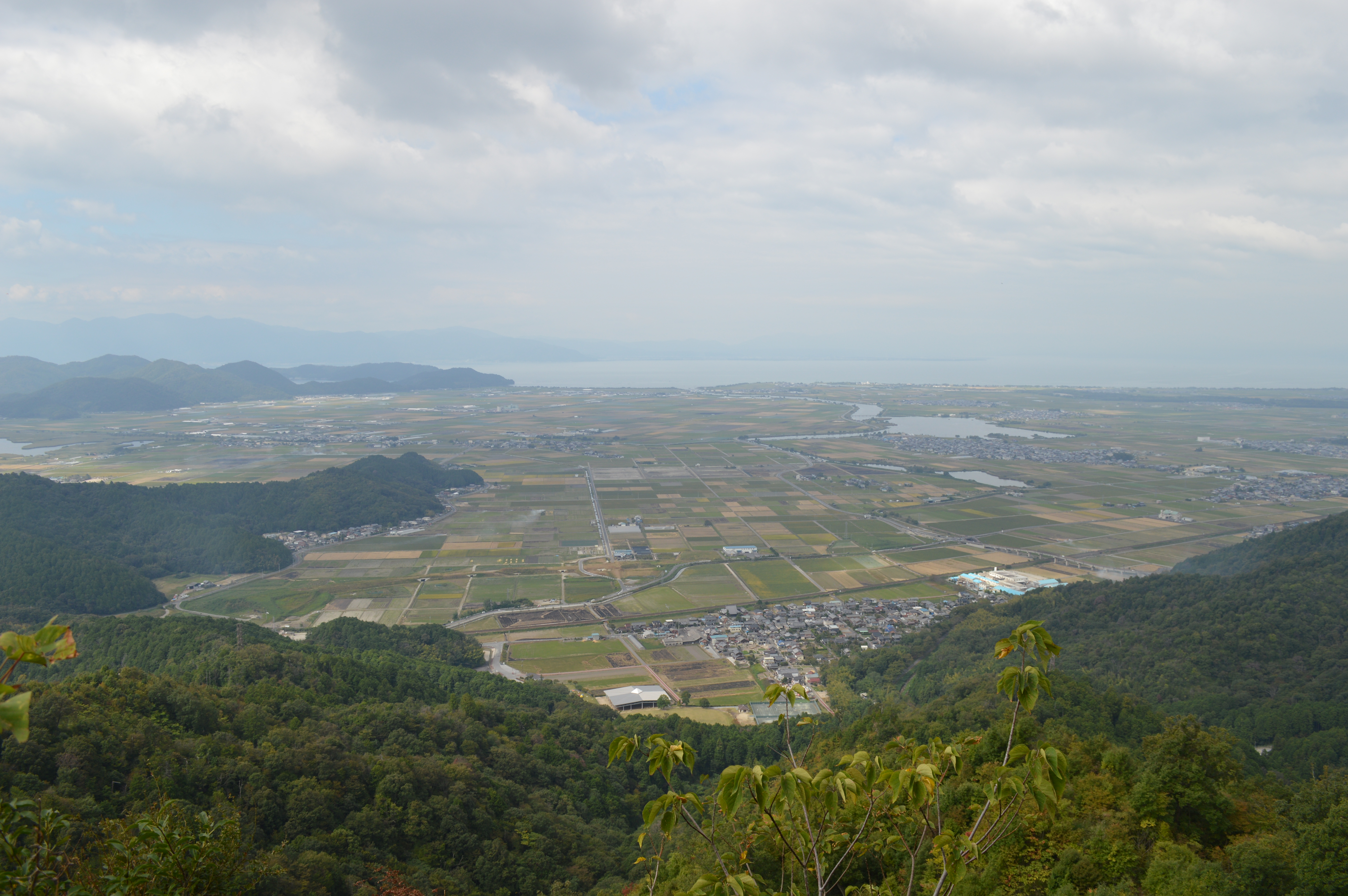
繖山から見た大中湖干拓地
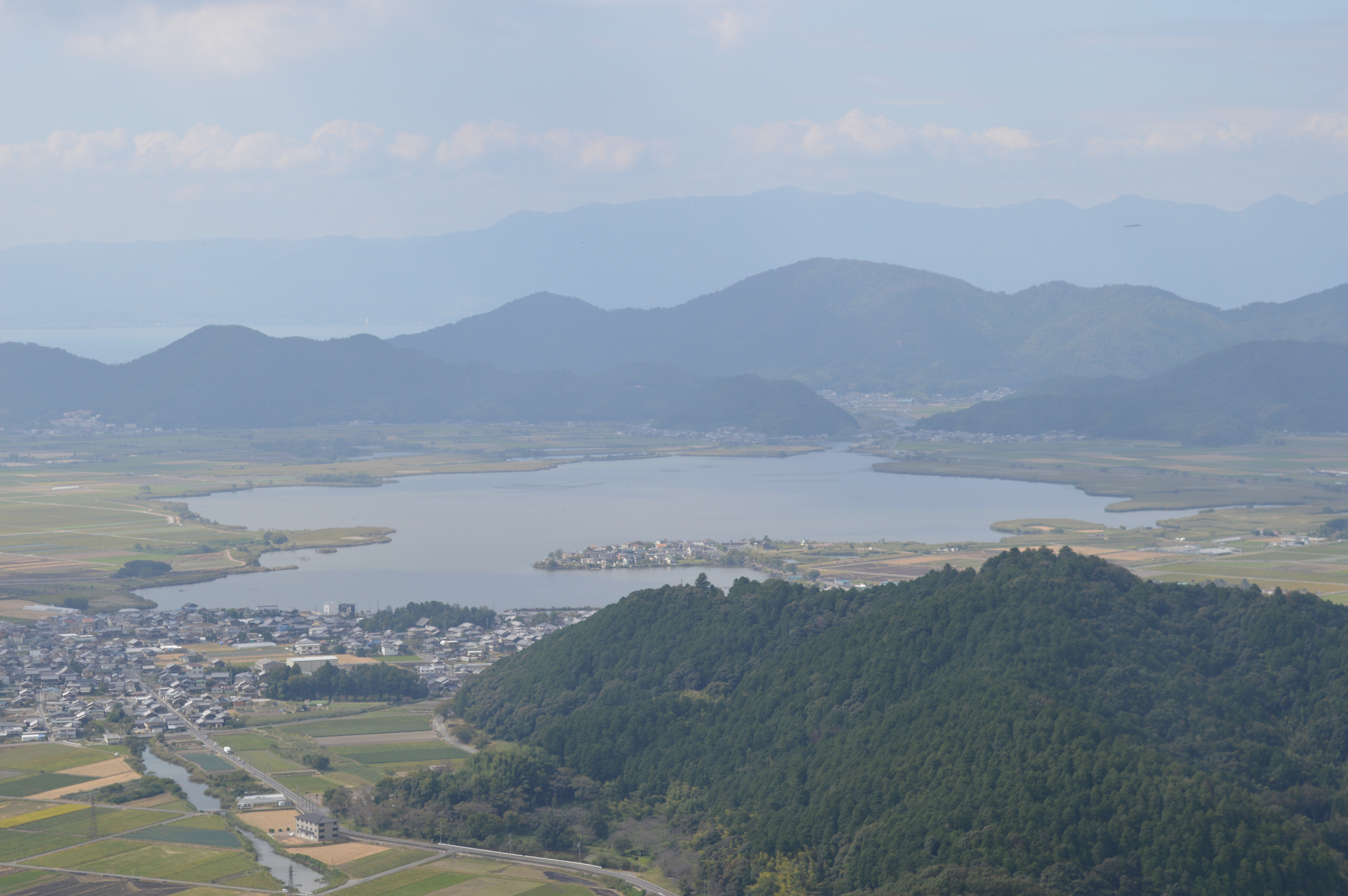
繖山から見た西の湖
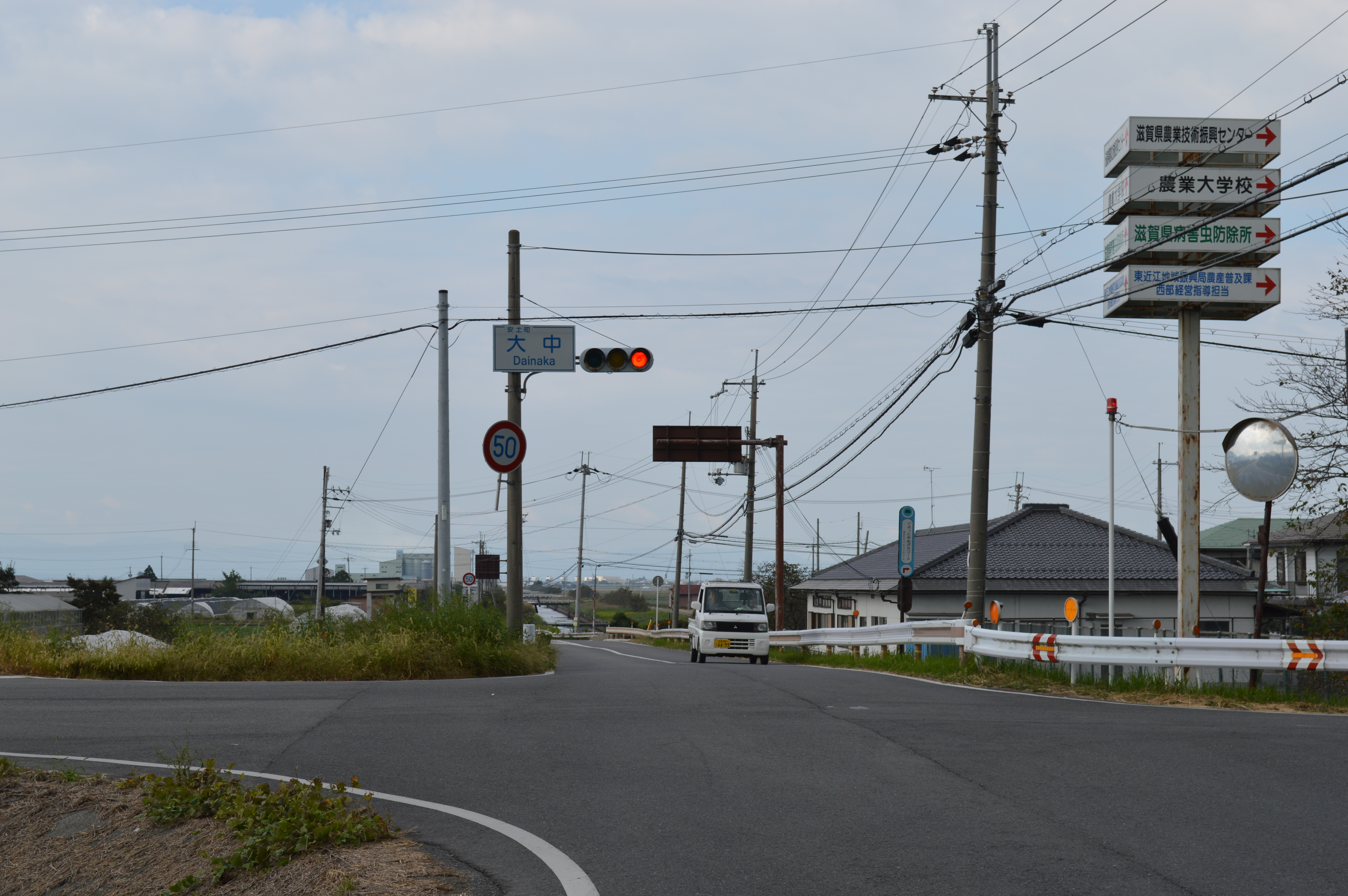
「大中」交差点
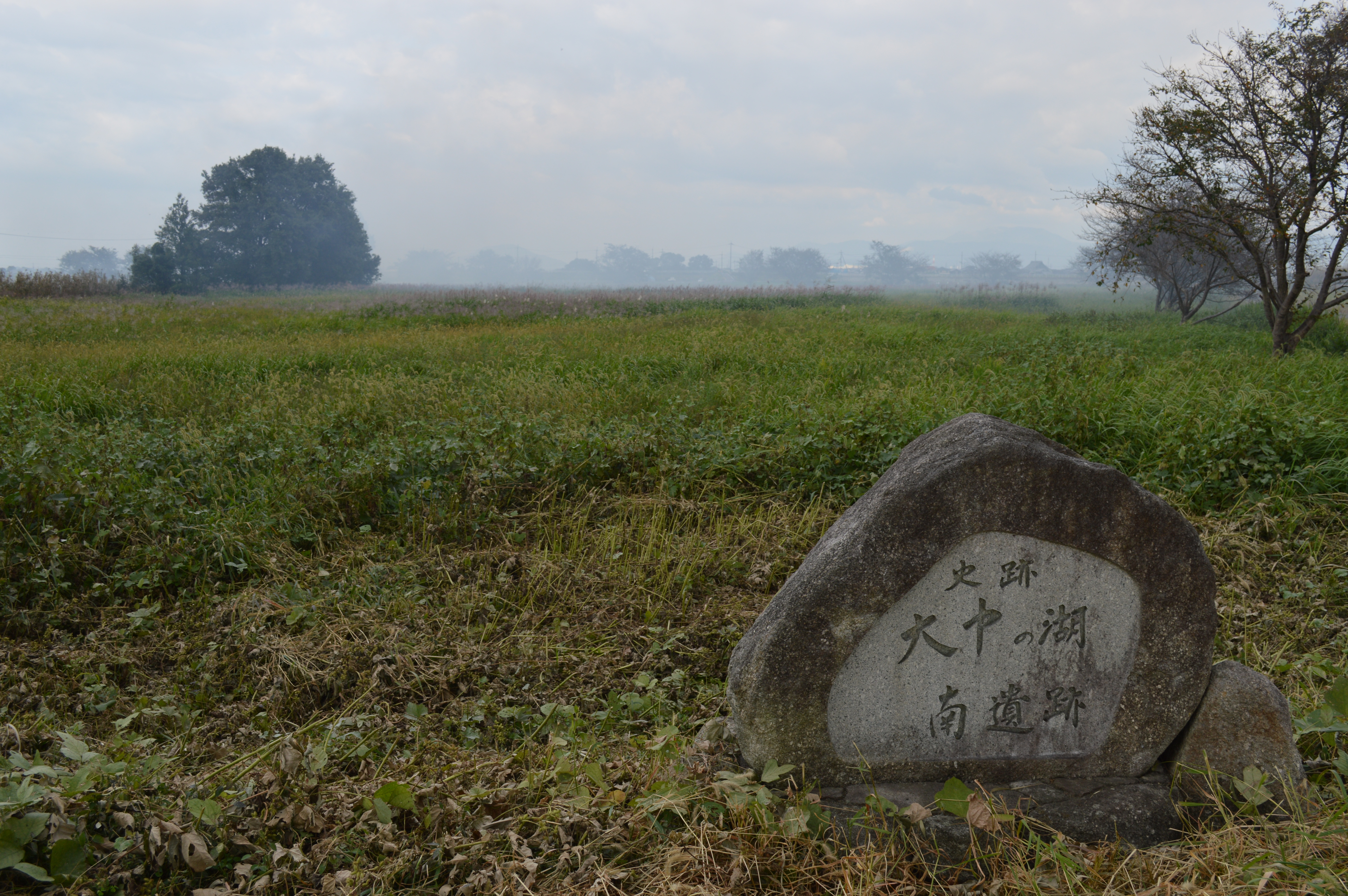
大中の湖南遺跡
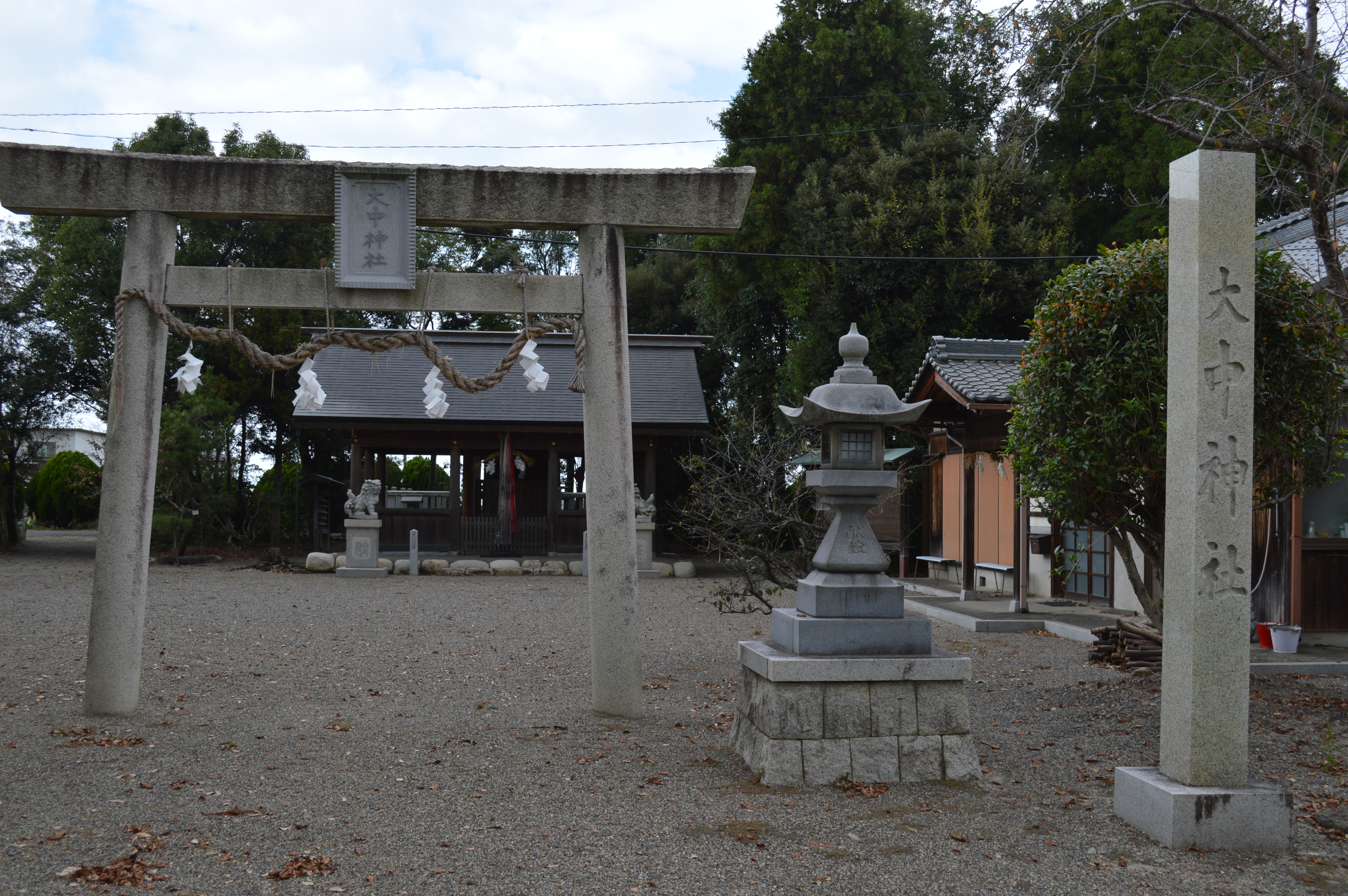
大中神社
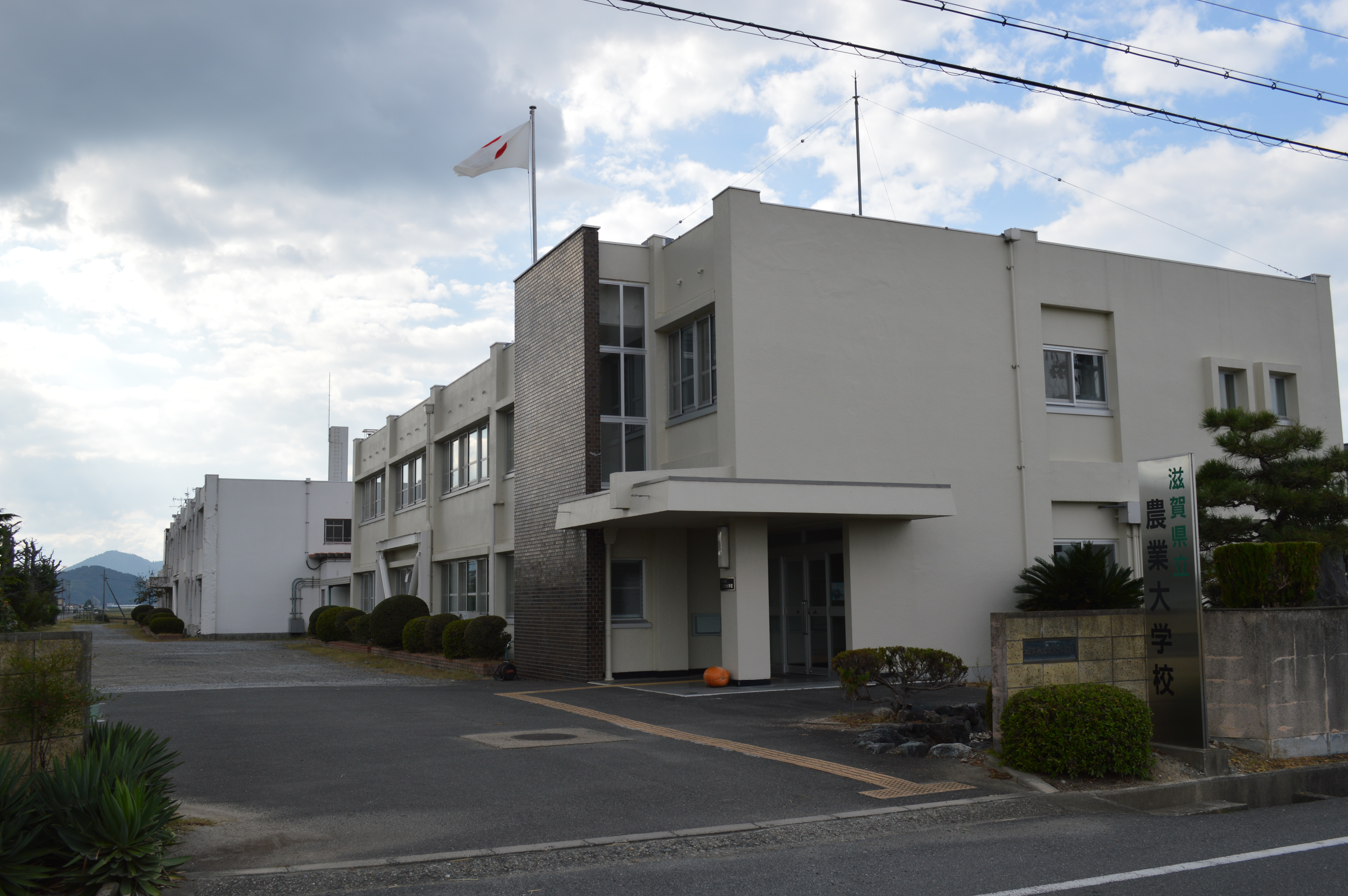
滋賀県立農業大学校
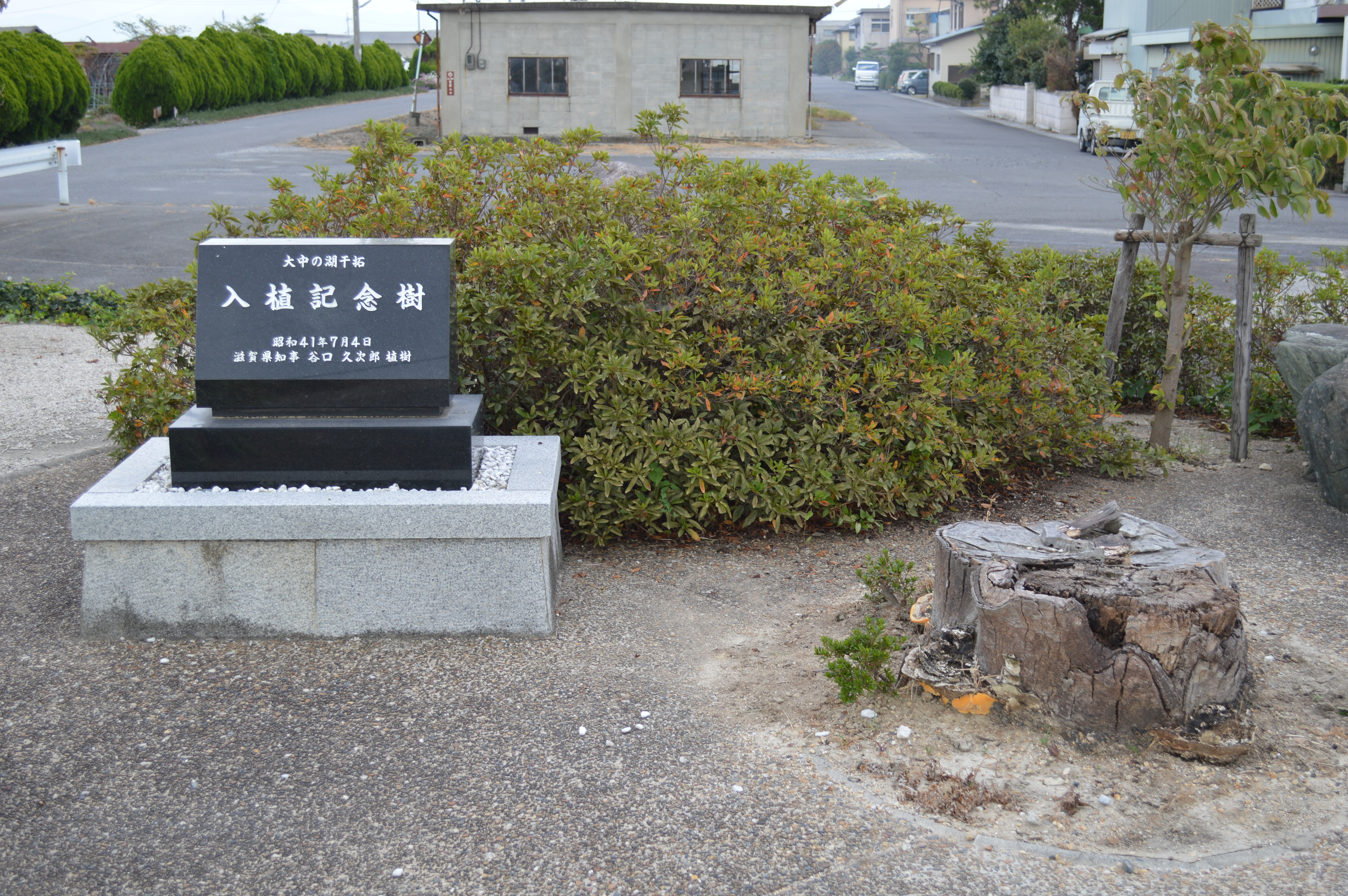
大中湖干拓地入植記念樹
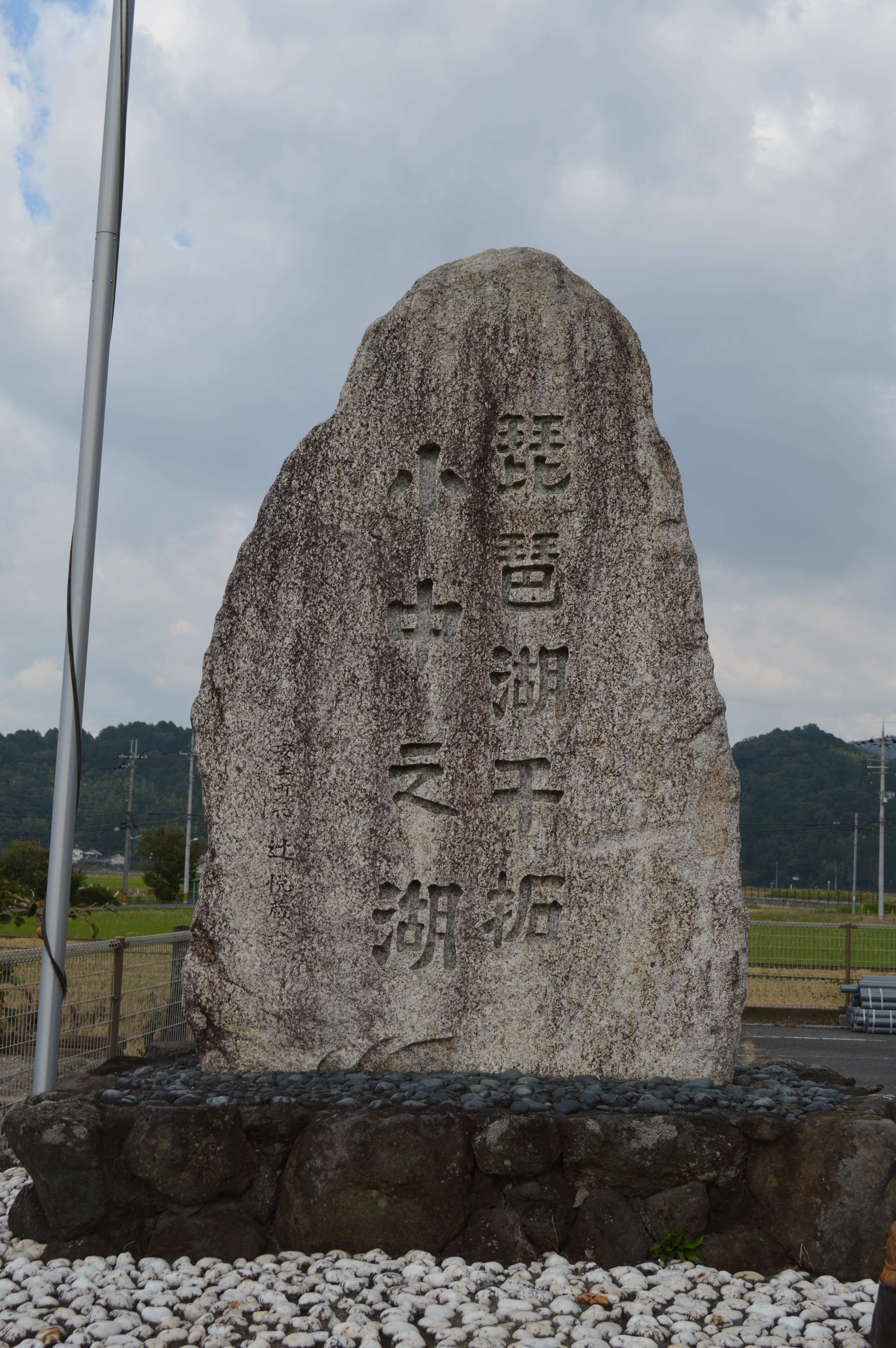
小中湖干拓記念碑

## 伊庭内湖の文化的景観
大中湖の内、伊庭内湖へ注ぐ伊庭川沿いに形成された伊庭町の水辺集落と瓜生川両岸に広がる水田などの農村景観が、2018年（平成30年）10月15日、「伊庭内湖の農村景観」の名称で文部科学大臣により、文化財保護法に基づく重要文化的景観として選定された。
同地域は同じく文化庁が選定する日本遺産「琵琶湖とその水辺景観−祈りと暮らしの水遺産」の構成遺産にもなっている。

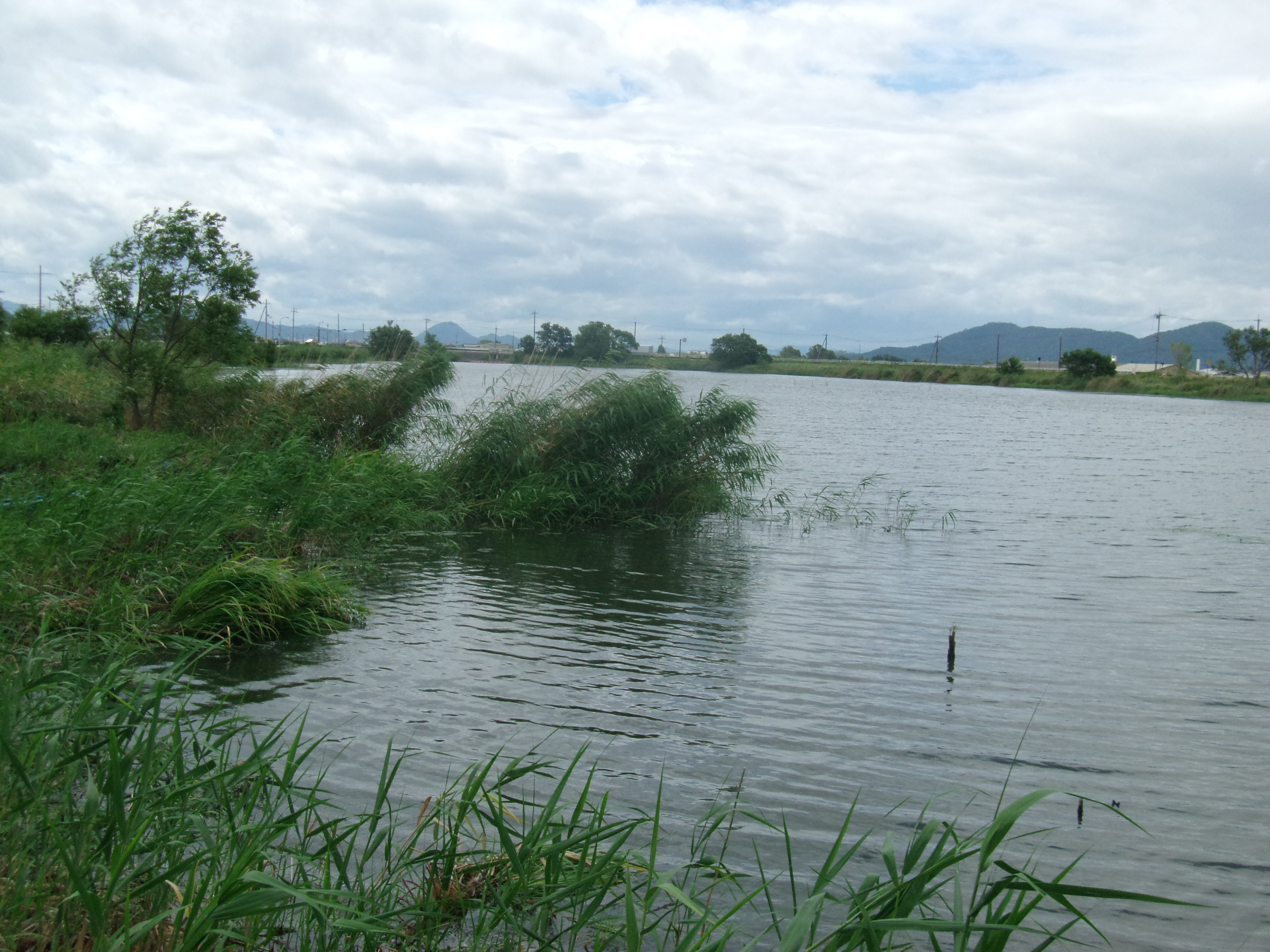
伊庭内湖
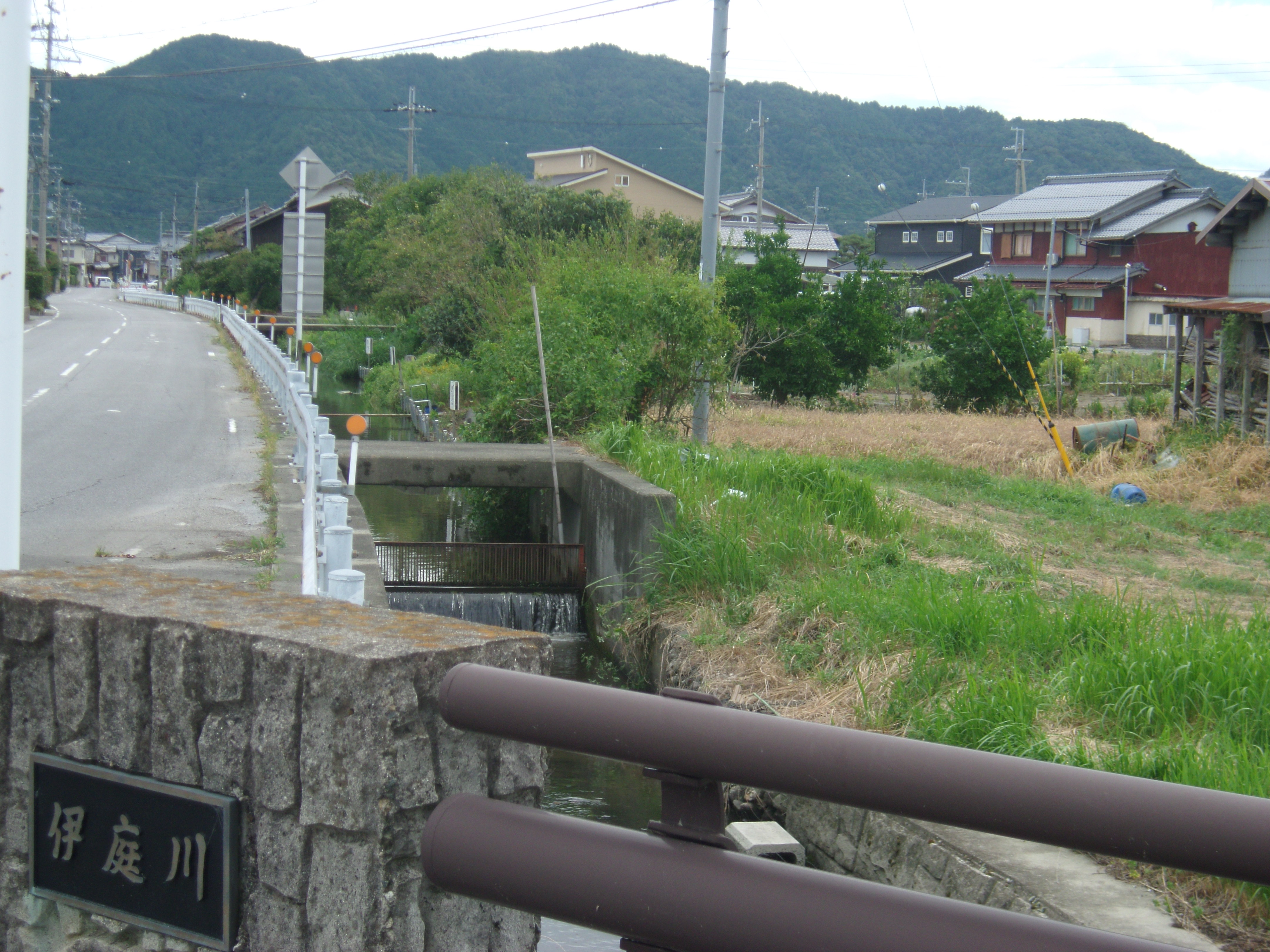
伊庭川
伊庭町の水辺景観
伊庭町の水辺景観
伊庭町の水辺景観
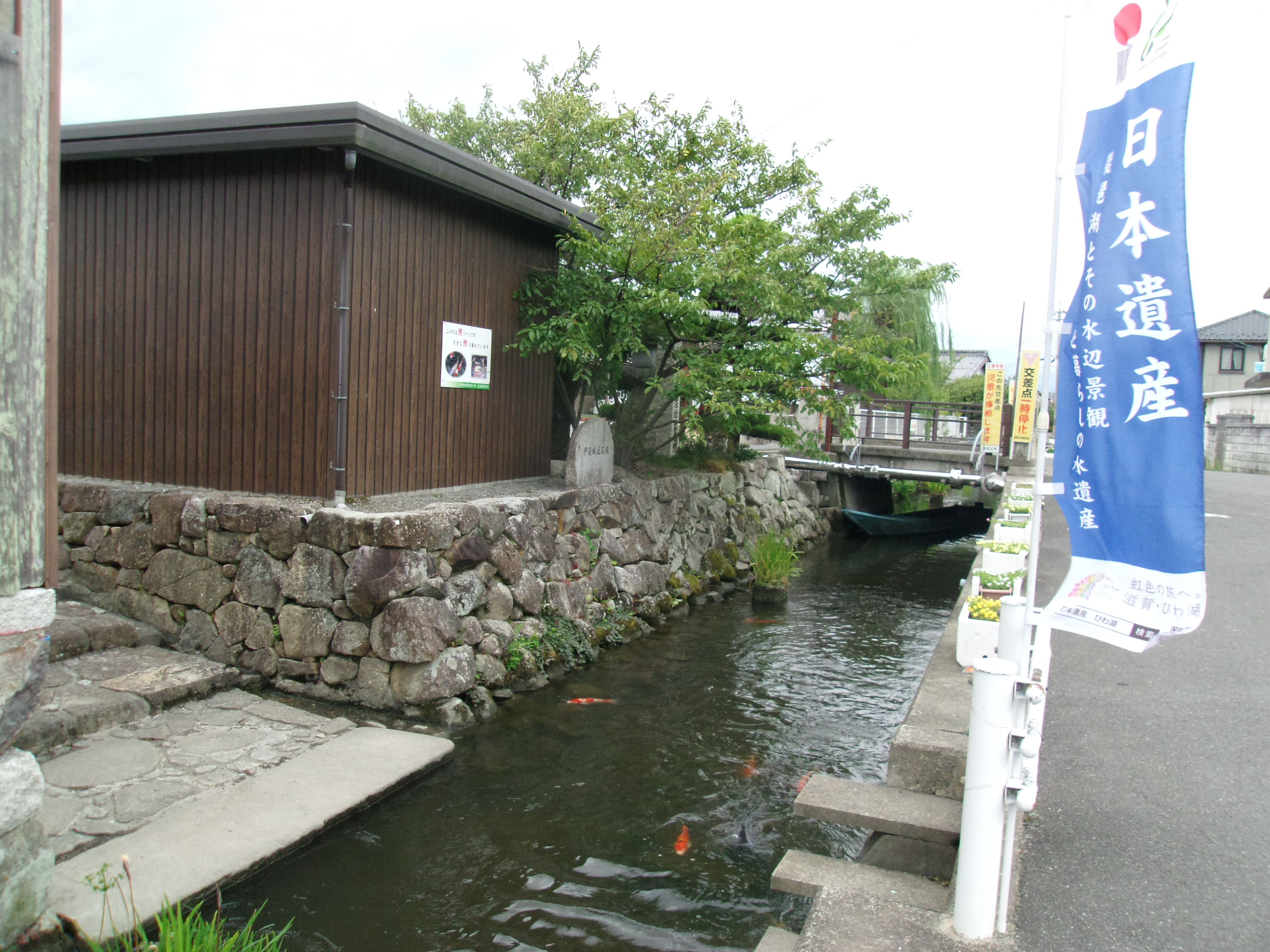
日本遺産の幟
瓜生川と水田